# Бирдињен
Бирдињен (фр. Burdignin) насеље је и општина у источној Француској у региону Рона-Алпи, у департману Горња Савоја која припада префектури Тонон ле Бен.
По подацима из 2011. године у општини је живело 645 становника, а густина насељености је износила 65,35 становника/km². Општина се простире на површини од 9,87 km². Налази се на средњој надморској висини од 858 метара (максималној 1.297 m, а минималној 736 m).

## Демографија
| 1962. | 1968. | 1975. | 1982. | 1990. | 1999. | 2011. |
| ----- | ----- | ----- | ----- | ----- | ----- | ----- |
| 312   | 313   | 371   | 306   | 439   | 569   | 645   |

График промене броја становника у току последњих година